# Porte des Lilas (knooppunt)
De Porte des Lilas is een van de toegangspunten tot de stad Parijs, de Portes de Paris, en is gelegen op de grens van het noordelijke 19e en 20e arrondissement aan de Boulevard Périphérique en de boulevards des Maréchaux. In de 19e eeuw was het een fysieke stadspoort, onderdeel van de 19e-eeuwse stadsomwalling van Thiers.
De Porte des Lila is het vertrekpunt van de RD117 naar Les Lilas.